# SdKfz 234
SdKfz 234 är en tung åttahjulig pansarbil som konstruerades i Tyskland under andra världskriget.
Efter invasionen av Polen och fälttåget i Västeuropa fann man brister hos den befintliga serien med tunga pansarbilar SdKfz 231, och den 5 augusti 1940 beordrades utvecklingen av vad som skulle komma att bli SdKfz 234. Till skillnad från tidigare tyska pansarbilar saknade den ram och den bepansrade karossen var självbärande. Pansarskyddet ökade även genom tjockare pansar och bättre utformning. Pansarbilen drevs av en Tatra 103, en dieseldriven luftkyld V12 på 14,825 liters slagvolym som utvecklade 220 hk vid 2250 varv per minut.
Detta gjorde SdKfz 234 till i stort sett det enda dieseldrivna stridsfordon som användes av Tyskland i någon större utsträckning. Istället för att ha ett fåtal speciella pansarbilar med extra radioutrustning för kommunikation med bakre förband fick varje pansarbil dels en FuG Spr radio för kommunikation mellan fordon och en FuG12 för kontakt med bakre förband. Ett slutet torn beväpnat med en 5 cm KwK 39 och en 7,92 mm Maschinengewehr 42 som hade utvecklats av Daimler-Benz för användning på en tänkt fortsatt produktionsserie av Panzerkampfwagen II Ausf L Luchs användes på den första versionen SdKfz 234/2. Senare togs en variant SdKfz 234/1 fram med ett enkelt sexsidigt öppet torn 2 cm Hängelafette 38 beväpnat med en 2 cm KwK 38 och en 7,92 mm Maschinengewehr 42. För att understödja den nya lättare beväpnade modellen skulle en fjärdedel av produktionen läggas på varianten SdKfz 234/3 som var beväpnad med en kortpipig 7,5 cm KwK 37 i en öppen överbyggnad. Denna variant saknade FuG12 radion för att göra rum för mer ammunition. I slutet av november 1944 beordrade Hitler att från december skulle en variant SdKfz 234/4 tillverkas beväpnad med en 7,5 cm PaK 40 i en öppen överbyggnad.

## Produktion
I september 1943 började den första varianten SdKfz 234/2 Puma att tillverkas, den ursprungliga ordern var på 500 exemplar men ökades senare till 1500 ex. I januari 1944 minskades ordern till endast 100 , för att växla över produktionen till SdKfz 234/1, i september 1944 upphörde tillverkningen efter 101 SdKfz 234/2 byggda. Från juni 1944 började SdKfz 234/1 och SdKfz 234/3 tillverkas parallellt. Tillverkningen av SdKfz 234/3 upphörde i december 1944 efter 88 byggda till förmån för produktionen av SdKfz 234/4 som producerades i 89 exemplar fram till mars 1945. Produktionen av SdKfz 234/1 upphörde i januari 1945 efter 200 exemplar byggda.

## Varianter
- SdKfz 234/1 :Variant med ett enkelt sexsidigt öppet torn 2 cm Hängelafette 38 beväpnat med en 2 cm KwK 38 och en 7,92 mm MG42.
- SdKfz 234/2 Puma :Första varianten som utvecklades med ett slutet torn beväpnat med en 5 cm KwK 39 och en 7,92 mm MG42.
- SdKfz 234/3 :Variant för understöd som var beväpnad med en kortpipig 7,5 cm KwK51 i en öppen överbyggnad.

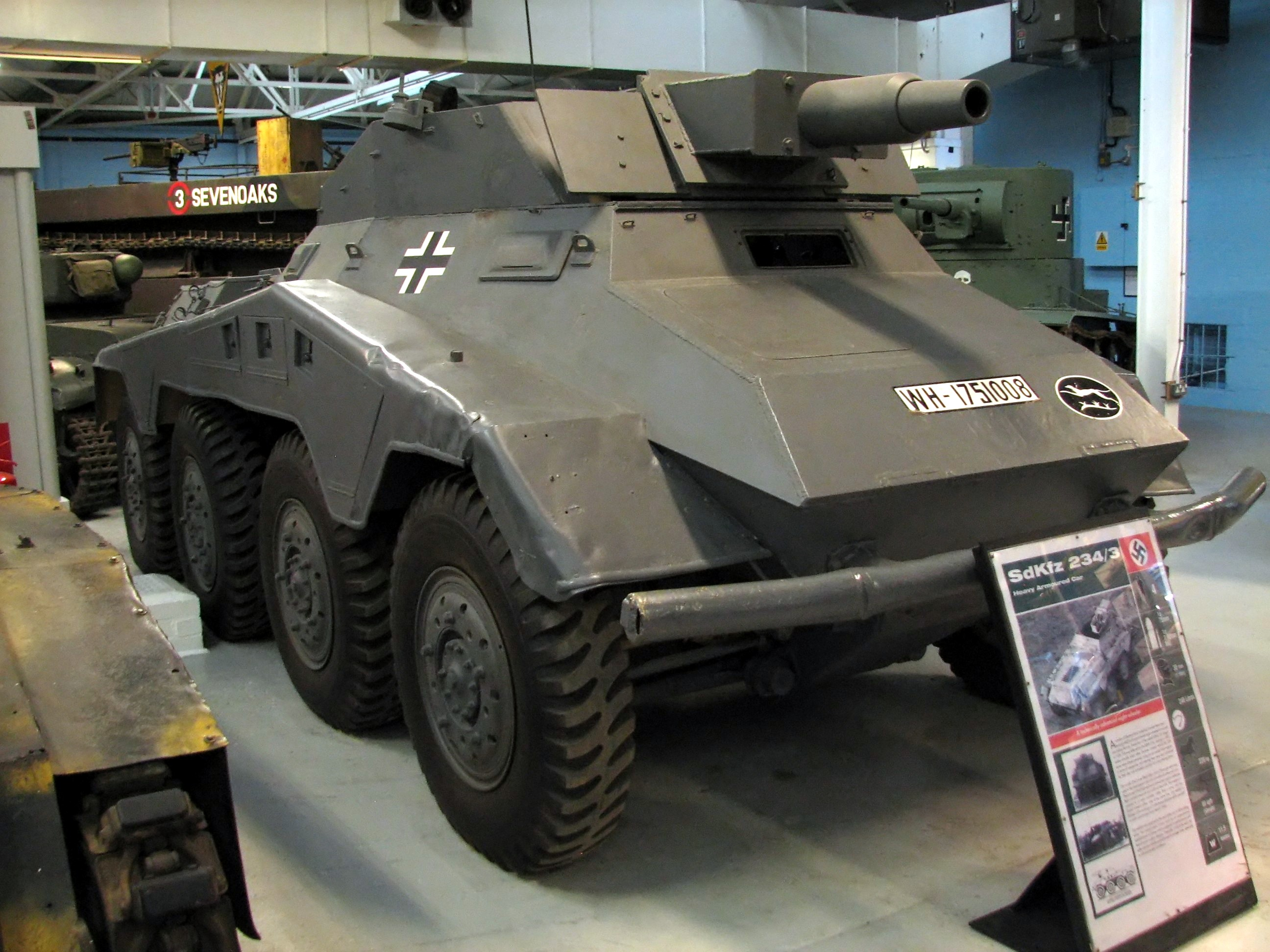
SdKfz 234/3 på Bovington stridsvagnsmuseum

- SdKfz 234/4 :Pansarvärns variant med en 7,5 cm PaK 40 i en öppen överbyggnad.

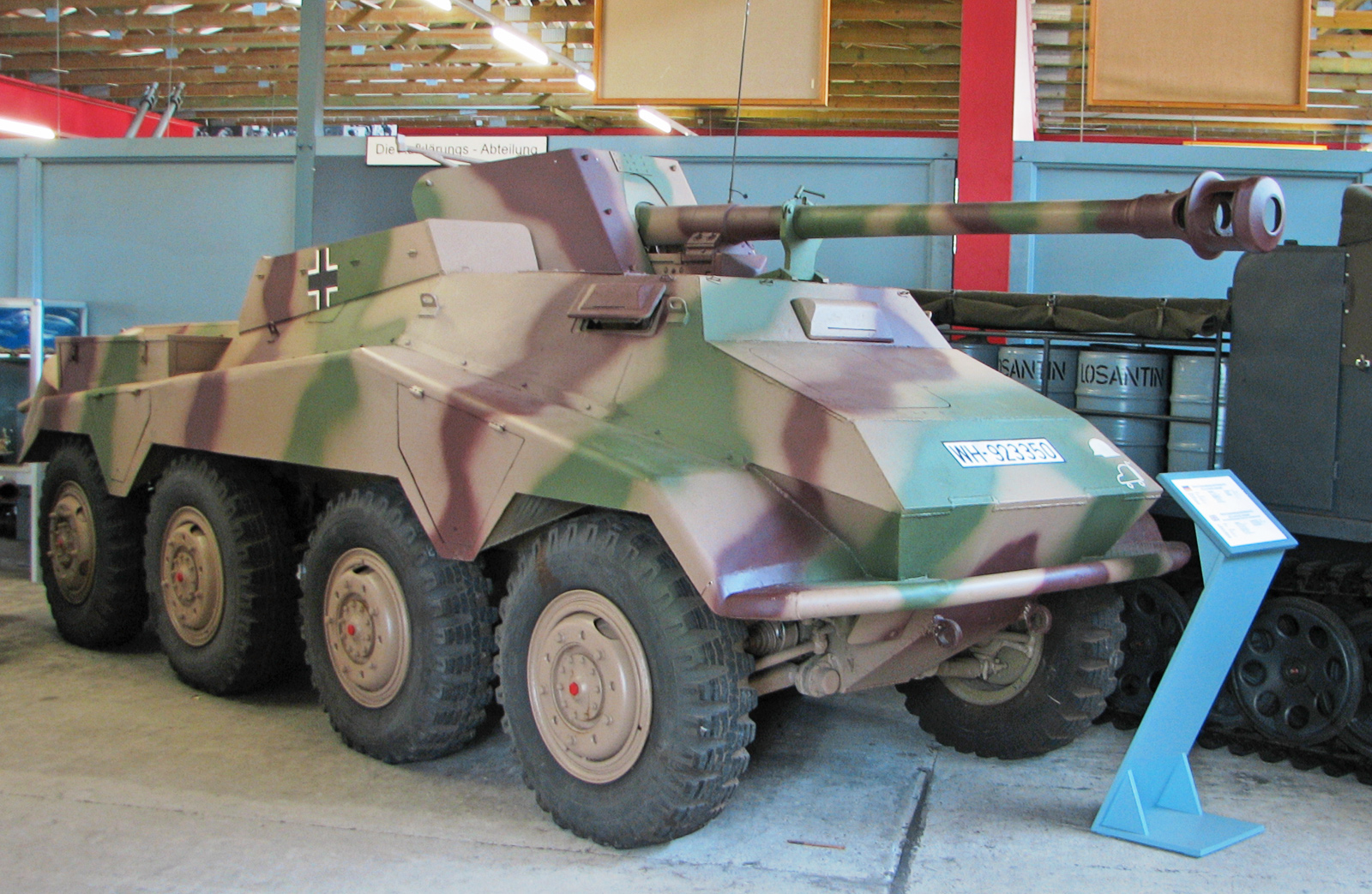
SdKfz 234/4 på Munster stridsvagnsmuseum

## Användning
Följande divisioner använde SdKfz 234:
- 2. SS-Panzer-Division Das Reich
- Panzer-Lehr-Division
- 1. SS-Panzer-Division Leibstandarte SS Adolf Hitler
- 2. Panzer-Division
- 12. SS-Panzer-Division Hitlerjugend
- 16. Panzer-Division
- 20. Panzer-Division

Två olika organisationer fastställdes under 1944 för pansarspaningskompanier utrustade med SdKfz 234.

### Panzerspäh-Kompanie Typ A
- Stab
  - 1 x SdKfz. 234/2
  - 2 x Kübelwagen
  - 4 x (2x2) kleines Kettenkrad
- 1-4 Pluton (Zug)
  - Varje pluton med 6 x SdKfz. 234/2

Totalt: 
25 x SdKfz. 234/2

### Panzerspäh-Kompanie Typ B
- Stab
  - 1 x SdKfz. 234/1
  - 1 x Kübelwagen
  - 3 x kleines Kettenkrad
  - 2 x BMW/Zündapp motorcyklar
- 1-3 Pluton (Zug)
  - Varje pluton med 6 x SdKfz. 234/1
- 4 tunga plutonen (schwere Zug)
  - 6 x SdKfz. 234/3

Totalt: 
19 x SdKfz. 234/1 och 6 x SdKfz. 234/3